# ByeAlex
ByeAlex, pseudonimo di Alex Márta (Kisvárda, 6 giugno 1984), è un cantante ungherese.
Ha partecipato all'Eurovision Song Contest 2013 tenutosi a Malmö come rappresentante dell'Ungheria presentando il brano Kedvesem e giungendo decimo su 26 in finale.

## Discografia

### Da solista

#### Album in studio
- 2013 – Szörpoholista

### ByeAlex és a Slepp
- 2017 – Szív(Sz)Kill
- 2020 – Rehab